# 담배가게 아가씨 (드라마)
《담배가게 아가씨》는 2001년 11월 30일에 MBC에서 방영한 베스트극장이다.

## 줄거리
대졸 실업자인 병구와 보일러 기술자인 창식은 만호의 산동네 만화가게에서 박찬호의 연봉 이야기 따위를 나누며 한심한 나날을 보낸다. 그러던 어느 날 병구는 담배를 사기 위해 수퍼에 갔다가 점원 아가씨 현정을 보고 첫눈에 반한다, 창식과 만호 역시 비디오를 빌리러 만호의 가게에 온 현정을 보고 넋이 나간다. 이때부터 현정에게 잘 보이기 위한 백수들의 전쟁이 시작된다.

## 등장 인물

### 주요 인물
- 김유석 : 소병구 역 - 대졸 실업자
- 김병세 : 만호 역 - 산동네 만화가게 주인
- 엄춘배 : 최창식 역 - 보일러 기술자
- 임지은 : 현정 역 - 담배 가게 아가씨

### 그 외 인물
- 김영옥 : 호랑이 할머니 역 - 현정의 이모할머니
- 양희경 : 숙자 역 - 창식의 아내
- 김홍균 : 최대성 역 - 창식의 아들
- 서문경
- 류현철
- 박주희
- 정호분
- 최태용
- 박한이 (아역)